# Barbie Xu
Barbie Xu (徐熙媛), née le 6 octobre 1976 à Taipei (Taïwan) et morte le 2 février 2025 à Tokyo (Japon), est une actrice et chanteuse taïwanaise. 
Membre du groupe ASOS, elle accède à la notoriété grâce à la série télévisée Meteor Garden et reconnue pour ses performances dans Phantom Lover.

## Biographie

### Chanteuse
Sa sœur Dee Xu et elle débutent ensemble dans le groupe ASOS.
Elle est l’autrice d’une chanson avec Vic Zhou intitulée Rang Wo Ai Ni, qui fait partie de la bande originale de la série télévisée taïwanaise Mars.

### Langues parlées
Barbie Xu parle mandarin, japonais, coréen, anglais. 

### Mort
Barbie Xu meurt le 2 février 2025, à 48 ans à Tokyo au Japon pendant le nouvel An lunaire des suites d'une pneumonie causée par la grippe,.

## Filmographie

### Séries télévisées
- 2001 : Meteor Garden : Shan Cai
- 2002 : Meteor Garden II : Shan Cai
- 2002 : A Chinese Ghost Story : Nie Xiao Qian
- 2003 : Monkey King
- 2004 : Mars : Han Qi Luo Say
- 2004 : Yes Enterprise, (histoire 3 : lettre d'amour)
- 2007 : Corner with Love : Yu Xin Lei
- 2007 : Phantom Lover : Tong Rou Fan
- 2010 : Summer's desire

### Cinéma
- 2005 : The Ghost Inside
- 2006 : Silk : Su Yuan
- 2008 : My So Called Love
- 2008 : Connected
- 2010 : Time Warriors : La Révolte des mutants